# Neoporus psammodytes
Neoporus psammodytes är en skalbaggsart som först beskrevs av Young 1978.  Neoporus psammodytes ingår i släktet Neoporus och familjen dykare. Inga underarter finns listade i Catalogue of Life.